# 大津愛理
大津 愛理（おおつ あいり、1988年3月15日 - ）は、日本の女性声優。リマックス所属。東京都出身。

## 人物紹介
小学校、中学校、高校の教員免許を持っている他、正伝勤労者空手道ジュニア初段でもある。
趣味は読書、カフェ巡り、特技は引率、お菓子作り。

## 出演
太字はメインキャラクター。

### テレビアニメ
2014年
- 金田一少年の事件簿R（アナウンス）
- 残響のテロル（和田、女B）
- 四月は君の嘘（梨田の先生）
- selector infected WIXOSS（文緒の母）
- 大図書館の羊飼い（女子生徒3、ウエイトレス2、女子）
- ピンポン（ピー子）

2015年
- VALKYRIE DRIVE -MERMAID-（まもりの母親）
- 銀魂゜（レンタルビデオ屋店員、黒の教師）
- Go!プリンセスプリキュア（ミケネコ）
- ハロー!!きんいろモザイク（通行人）
- ちびまる子ちゃん（きょう子）
- 純潔のマリア（住民女B）
- モンスター娘のいる日常（ドラコ）

2016年
- アクティヴレイド -機動強襲室第八係- 2nd（女の子、女性野次）
- Occultic;Nine -オカルティック・ナイン-（伯母、女性リポーター）
- クラシカロイド（主婦、母親）
- チア男子!!（女子2）
- ハイスクール・フリート（等松美海）
- ブブキ・ブランキ（アナウンス）
- フリップフラッパーズ（村人、ご近所さん）
- マギ シンドバッドの冒険（客の女A）
- レガリア The Three Sacred Stars（少年）

2017年
- 亜人ちゃんは語りたい（教師）
- クズの本懐（先輩女子B、司書、幼い麦）
- Rewrite（司会）
- うらら迷路帖（小梅母）
- タイムボカン24（町娘1）
- 南鎌倉高校女子自転車部（女性教師A）
- ID-0（警備(2)、オペレーターB）
- セントールの悩み（少年（会長の少年時代））
- アイドルマスター SideM（女性客、ボイストレーナー、子供）
- キノの旅 -the Beautiful World- the Animated Series（中年女性）
- 食戟のソーマ 餐ノ皿（女子生徒B）

2018年
- メルヘン・メドヘン（2018年 - 2019年、マリヤ・ラスプーチン）
- Fate/EXTRA Last Encore（少女警官）
- ハクメイとミコチ（ドーナツ屋店員、スバル）
- citrus（男子）
- ハイスクールD×D HERO（レオナルド、ミスラ）
- ゴールデンカムイ（町の女、街の女） - 2シリーズ
- 重神機パンドーラ（司会者、兵士）
- 七星のスバル（希の母）
- 青春ブタ野郎はバニーガール先輩の夢を見ない（麻衣の母）
- となりの吸血鬼さん（店員）
- 抱かれたい男1位に脅されています。（夏目繭）
- グラゼニ（女性司会者）

2019年
- 盾の勇者の成り上がり（影）
- 荒野のコトブキ飛行隊（町の女）
- 転生したらスライムだった件（お姉さん）
- デート・ア・ライブIII（折紙 母）
- フルーツバスケット（女性教師、おばちゃん、生徒）
- ジョジョの奇妙な冒険 黄金の風（女性看守A、監察医：モニカ・ユルテッロ）
- グランベルム（先生）
- アフリカのサラリーマン（ライオンの妻）
- 星合の空（凛太朗の母）
- あひるの空（マイ）

2020年
- pet（悟の母親、ホテルの女性給仕）
- 最響カミズモード!（2020年 - 2021年、岸海征）

2021年
- Re:ゼロから始める異世界生活（オットーの兄少年時代）
- レゴ フレンズ（ミア）
- 出会って5秒でバトル（女子高生）

2022年
- BLEACH 千年血戦篇（死神）

### 劇場アニメ
- 心が叫びたがってるんだ。（2015年、主婦）
- 劇場版Infini-T Force/ガッチャマン さらば友よ（2018年、女性オペレーター）
- 青春ブタ野郎はゆめみる少女の夢を見ない（2019年、麻衣母）
- 劇場版 ハイスクール・フリート（2020年、等松美海[9]）

### OVA
- 食戟のソーマ タクミの下町合戦（2016年、女性スタッフ） - コミックス第18巻DVD付き限定版
- OVA ハイスクール・フリート（2017年、等松美海）

### ゲーム
時期不明
- 777ファイター（高瀬綾）
- ヒーローズ プレイスメント（雪月華空、シェラハ、大道すすきの）

2016年
- ライフ イズ ストレンジ（ステラ、コートニー）
- Furi（バースト）

2017年
- ニューダンガンロンパV3 みんなのコロシアイ新学期（女）
- 花朧 〜戦国伝乱奇〜（上杉謙信）
- GRAVITY DAZE 2/重力的眩暈完結編:上層への帰還の果て、彼女の内宇宙に収斂した選択（カーリィ・アンジェ）
- 千の刃濤、桃花染の皇姫（更科睦美）

2018年
- 編隊少女 -フォーメーションガールズ-（カザミ・エミシ）
- ライフ イズ ストレンジ ビフォア ザ ストーム（レイチェル・アンバー）
- モンスターストライク（2018年 - 2025年、ピタゴラス、シュリンガーラ、太公望、ヴェルダンディ、伊波美代、シュリン&ガーラ）
- クイズRPG 魔法使いと黒猫のウィズ（2018年 - 2023年、御影杏 / エニグマモーニンググローリー、よーちゃんのママ）
- JUDGE EYES:死神の遺言（ミカ）

2019年
- ハイスクール・フリート 艦隊バトルでピンチ!（等松美海）
- ファイトリーグ（ウィッチ）
- 共闘ことばRPG コトダマン（2019年 - 2022年、イザナミ、シュリンガーラ）

2020年
- アークナイツ（オーキッド、マトイマル）
- D×2 真・女神転生 リベレーション（アメP）
- 龍が如く7 光と闇の行方（白川清恵）
- グランブルーファンタジー（シャトラのママ）

2021年
- ジャックジャンヌ
- 東方ダンマクカグラ（八意永琳）

2022年
- ラディアンテイル（フィロ）
- LOST EPIC（神域に潜む少女）
- ソニックフロンティア（ココ）
- 魔法使いの夜
- 刻のイシュタリア（ジンラミー）
- クァンタムマキ（ティリア）
- Ghostwire: Tokyo（OL）

2023年
- スター・ウォーズ ジェダイ:サバイバー（サンタリ・クリィ）
- 9 R.I.P.（逸色絢芽）
- アーマード・コアVI ファイアーズオブルビコン
- ラディアンテイル 〜ファンファーレ！〜（フィロ）
- Fate/Samurai Remnant（女 老人 おっとり）

2024年
- グランブルーファンタジー リリンク
- ファイナルファンタジーVII リバース
- AFK : ジャーニー（ヴィラ）

### 吹き替え

#### 担当女優
ケイティ・ロッツ
- アローバース
  - ARROW/アロー（サラ・ランス / ブラックキャナリー）
  - レジェンド・オブ・トゥモロー（サラ・ランス / ホワイトキャナリー）
  - インベージョン! 最強ヒーロー外伝（サラ・ランス / ホワイトキャナリー）

- ザ・マシーン（エヴァ / マシーン）

#### 映画
- アクアマン（教師女[34]）
- ANNIE/アニー（魚の女神サカナ[35]）
- アメリカン・スナイパー（少年クリス）
- アンロック/陰謀のコード（ノマ[36]）
- 移動都市/モータル・エンジン（ヤスミナ〈フランキー・アダムズ〉[37]）
- インデペンデンス・デイ2017（ケイト）
- インビジブル 暗殺の旋律を弾く女（ベロニク〈エミリー・ラタコウスキー〉）
- エクストラクション（マンディ）
- オーシャンズ8（ペネロペ・スターン〈ダコタ・ファニング〉、ケイティ・ホームズ[38]）
- オートマタ（レイチェル・ヴォーカン〈ビアギッテ・ヨート・スレンセン〉）
- 大人の女子会・ナイトアウト（イジー）
- 記憶探偵と鍵のかかった少女（スーザン）
- キャプテン・マーベル（女性アナ[39]）
- 96時間/レクイエム（クレア）
- ゴール・オブ・ザ・デッド（ソレーヌ）
- ゴーン・ガール
- 恋する輪廻 オーム・シャンティ・オーム（ドリー）
- サスペクト 哀しき容疑者（ドンチョルの妻）
- サバイバー（ジョイス・スー）
- ザ・ベイ（ステファニー〈クリステン・コノリー〉）
- サラリーマン・バトル・ロワイアル（リアンドラ〈アドリア・アルホナ〉）
- 31年目の夫婦げんか（モリー〈マリン・アイルランド〉）
- 死霊館 悪魔のせいなら、無罪。（ジュディ・ウォーレン〈スターリング・ジェリンズ〉[40]）
- スキップ・トレース（エスター[41][42]）
- スマイル、アゲイン（バーブ〈ジュディ・グリア〉）
- ダークタワー（アラ〈クローディア・キム〉）
- ダークレイン（イレーヌ）
- 大魔術師"X"のダブル・トリック（悦客茶楼の主の妹）
- チャッピー（BMWの女）
- デス・レース 2050（アニー・サリバン〈マーシー・ミラー〉）
- DOPE/ドープ!!（リリー〈シャネル・イマン〉）
- ドクター・ストレンジ（ブロンドの女[43]）
- ドクター・スリープ（ウェンディー・トランス〈アレックス・エソー〉[44]）
- ナタリー（秘書）
- パーシー・ジャクソンとオリンポスの神々/魔の海（タレイア・グレース〈パロマ・クワイアトコウスキー〉）
- パーフェクト・ルーム（アン・モリス〈レイチェル・テイラー〉）
- バンブルビー（テレビ女性[45]）
- ファーナス/訣別の朝（リナ・テイラー〈ゾーイ・サルダナ〉）
- ふたつの名前を持つ少年（ヘルマン夫人〈ジャネット・ハイン〉）
- ベイビー・メイク 私たちのしあわせ計画（グレタ）
- マッドマックス 怒りのデス・ロード（ダグ〈アビー・リー・カーショウ〉[46]）※劇場公開版
- ミュータント・ニンジャ・タートルズ:影〈シャドウズ〉（ジル〈ジル・マーティン〉[47]）
- ラヴレース（レベッカ〈クロエ・セヴィニー〉）
- レディ・プレイヤー1（女豹アバター[48]）
- 恋愛だけじゃダメかしら?（モリー）
- ワイルド・マックス（ニーナ〈マリー・アヴゲロプロス〉）

#### ドラマ
- アイドゥ・アイドゥ 〜素敵な靴は恋のはじまり（ユ・ダイン〈ハン・ジワン〉）
- アウトランダー（リアリー、ハミシュ、タマス）
- アメリカン・ゴシック 〜偽りの一族〜
- アンフォゲッタブル2 完全記憶捜査（ペトラ・ケキーリ）
- 美男バンド〜キミに捧げるピュアビート〜
- イップ・マン（ジュー・メイトン〈雅妮〉）
- ウェット・ホット・アメリカン・サマー（リンジー〈エリザベス・バンクス〉）
- NCIS 〜ネイビー犯罪捜査班（ジヴァ・ダヴィード〈コート・デ・パブロ〉）
- エレメンタリー ホームズ&ワトソン in NY
- オーファン・ブラック 暴走遺伝子（エインズリー、デルフィーヌ）
- オリジナルズ（フレイヤ・マイケルソン）
- ゲーム・オブ・スローンズ[49]
- 項羽と劉邦 King's War（燭花、劉盈）
- 後宮の涙（沈嘉敏）
- コバート・アフェア（バイオレット・ヒューズ〈エマ・フィッツパトリック〉）
- 殺人を無罪にする方法（ウェンディ・パークス検事〈アリシア・ライナー〉）
- ザ・ラストシップ（カーラ・フォスター大尉〈マリッサ・ニートリング〉）
- CSI:13 科学捜査班（タラ・ジャンセン）
- スタートアップ: 夢の扉（ウォン・インジェ〈カン・ハンナ〉[50]）
- スタートレック:ディスカバリー（エアリアム少佐〈ハナー・チーズマン〉、ドクター・ポラード、囚人）
- ストライクバック2:極秘ミッション（ルーカスの妻）
- スリーピー・ホロウ（グレース・ディクソン）
- S.W.A.T.（アニー・ケイ）
- ナイトメア〜血塗られた秘密〜（キャロライン）
- ねじれた疑惑（アンディ・ダン）
- プリティ・リトル・ライアーズ3（ベサニー / サラ・ハーヴィー）
- ヘムロック・グローヴ（ジェニー）
- マンハント（タビー〈ケイシャ・キャッスル＝ヒューズ〉[51]）
- MR. ROBOT/ミスター・ロボット（シェイラ・ニコ〈フランキー・ショー〉）
- ラスト・タイクーン（キャスリーン・ムーア〈ドミニク・マケリゴット〉）
- 蘭陵王（玉兔、紅萼）
- 理想のふたり（アビー・ウィンバリー〈ダコタ・ファニング〉）
- リベンジ
- 麗〜花萌ゆる8人の皇子たち〜（ヨナ皇女〈カン・ハンナ〉[52]）
- LAW & ORDER:UK（セレーナ）
- ロック・アップ/スペイン 女子刑務所（サライ・バルガス）
- 賢后 衛子夫（幼少期の段宏）

#### アニメ
- グリンチ（フーの妻1[53]）
- ズートピア（女性ジャガー[54]）
- スモールフット（コルカ[55]）
- チャギントン（タイン[56]）
- ファインディング・ドリー（母親[57]）
- ベイマックス（ロボット・ファイト場の女性2[58]）
- モンスターズ・ユニバーシティ[59]（キャリー・ウィリアムス）
- モンスター・ホテル クルーズ船の恋は危険がいっぱい?!（ルーシー[60]）
- ワクフ

### ナレーション
- 赤ちゃんけろっとスイッチカラー
- おやすみグーグーフレンズくまのプーさん
- いっしょにねんねすやすやメロディ
- くまのプーさん 6WAYジムにへんしんメリー
- くまのプーさん おしゃべりウォーカーライダー
- へんしんおすわりデスクジム
- へんしんドライブ!知育ボックス
- リアルスリーパー店頭VPボイスオーバー（キャサリン）
- KUMON
- 靴流通センター&シュープラザ（店内VP）

### パチンコ
- CRG1DREAM〜最強馬決定戦（売店の店員 / 沙耶香）

### ラジオドラマ
- メルヘン・メドヘン（2018年、マリヤ・ラスプーチン） - 第4巻限定版特典オーディオドラマ

### 舞台
- 心霊探偵八雲魂をつなぐもの
- YANAGAWA〜episode0〜

### 朗読劇
- 朗読劇「胡桃炸裂症候群 -Drosselmeyer Syndrome - 承」[61]

### スチール
- アーバンエクストリームレディースブランド「F」
- QQLIVE2007いさぎよく、たしなみを。
- 中山式 会報誌

### イベント
- とむりえ萌酒サミットin秋葉原UDX
- 練馬アニメカーニバル2011

### CD
- Betogether
- Love☆乙女☆Countdown!

### その他
- CHRONO（ユナ）
- GET REVENGE（ジュリ）
- Writer'sBlock（玉川リサ）
- Heading North（君塚叶絵）
- カウネットWEBコンテンツ商品紹介VP
- 常和ホールディングスVP
- 密室のゲーム確率捜査官御子柴岳人（矢口真理恵）

## ディスコグラフィ

### キャラクターソング
| 発売日   | 商品名 | 歌                 | 楽曲                             | 備考                                                                               |
| 2019年   | 2019年 | 2019年             | 2019年                           | 2019年                                                                             |
| -------- | ------ | ------------------ | -------------------------------- | ---------------------------------------------------------------------------------- |
| 11月11日 | -      | エニグマフラワーズ | 「NON STOP！エニグマフラワーズ」 | ゲーム『魔法使いと黒猫のウィズ』内イベント「からふる！エニグマフラワーズ」OP主題歌 |